# Typ 100 Gewehrgranatwerfer
Der Typ-100-Gewehrgranatwerfer (jap. 一〇〇式擲弾器, Hyaku-shiki tekidanki) war eine Granatwaffe, die zwischen 1940 und 1945 vom Kaiserlich Japanischen Heer während des Zweiten Japanisch-Chinesischen Krieges und des Pazifikkrieges eingesetzt wurde. Die Bezeichnung Typ 100 bezieht sich auf das Jahr der Einführung innerhalb des japanischen kalendarischen Schemas im Jahre 2600 – im gregorianischen Kalender das Jahr 1940.

## Entwicklung
Das Kaiserlich Japanische Heer hatte bereits seit 1931 den Gewehrgranatwerfer Typ 91 im Einsatz, der auf das Gewehr Typ 38 aufgesteckt werden und eine Handgranate Typ 91 mit eingeschraubtem Flügelaufsatz verschießen konnte. 1940 entwickelte das Arsenal Nagoya den Gewehrgranatwerfer Typ 100, der reguläre Handgranate Typ 99 ohne Zusatz verwenden konnte. Somit konnte die Einsatzfähigkeit gesteigert und gleichzeitig Ressourcen gespart werden. Der Typ 100 war sowohl für das Typ-38- und das Typ-99-Gewehr verwendbar. Der Gewehrgranatwerfer ermöglichte der Infanterie, Feinde auf eine Distanz zwischen 75 und 95 Meter mit Handgranaten zu bekämpfen.
Der Gewehrgranatwerfer Typ 100 war bis zum Ende des Pazifikkrieges im Einsatz.

## Technik
Der Typ 100 war ein becherförmiger Aufsatz, der an einem kurzen Rohr befestigt war. Dieser konnte auf das Typ-38- und Typ-99-Gewehr bei aufgepflanztem Bajonett aufgesteckt werden. Er konnte reguläre, zylindrische Typ 99 Handgranaten verschießen, indem beim Abschuss einer Gewehrpatrone die freiwerdenden Gase aus der Gewehrmündung in den Schießbecher gepresst wurden. Diese schleuderten die Granaten beim Typ-38-Gewehr maximal 75 Meter und beim Typ-99-Gewehr maximal 95 Meter weit. Verschiedene Reichweiten konnte durch unterschiedliche Aufhaltewinkel beim Abschuss erzielt werden. Die ersten Modelle des Typ 100 waren ausschließlich für das Typ-38-Gewehr konzipiert, während spätere Modelle für beide Gewehre verwendet werden konnten. Die Typ 99 Handgranate hatte eine vier bis fünf Sekunden verzögerte Auslösung, nachdem ihr Feuermechanismus ausgelöst wurde. Bei Verwendung mit dem Typ 100 genügte das Auswerfen der Granate aus dem Schießbecher, um den Feuermechanismus der Granate auszulösen. Diese explodierte anschließend nach angegebener Zeit, da ein Aufschlagzünder nicht vorhanden war.